# تطور الخيول

حدث تطور الحصان، وهو حيوان ثديي من عائلة الخيليات، على مقياس زمني جيولوجي مدته 50 مليون عام، حيث تحولت حيوانات صغيرة بحجم الكلاب ساكنة للغابات تدعى الإيوهيبس إلى الأحصنة الحديثة. تمكن علماء الحفريات الحيوانية من تجميع الخطوط العريضة الكاملة للنسب التطوري للحصان الحديث أكثر من أي حيوان آخر. حدث جزء كبير من هذا التطور في أمريكا الشمالية، حيث نشأت الخيول ثم انقرضت هناك قبل نحو 10000 سنة.
ينتمي الحصان إلى رتبة مفردات الأصابع، التي يتشارك جميع أفرادها أقدامًا حافريةً، وعددًا مفردًا من الأصابع في كل قدم، وكذلك شفاهًا علويةً متحركةً، وتركيبًا متماثلًا من الأسنان. يعني ذلك امتلاك الحصان سلفًا مشتركًا مع التابيرات والكركدنيات. برزت مفردات الأصابع في أواخر البليوسين منذ أقل من 10 ملايين سنة بعد الانقراض الطباشيري الثلاثي. ويبدو أنّ هذه المجموعة الحيوانية نشأت في الأساس لتعيش في الغابات الاستوائية، حيث حافظت التابيرات، وإلى حدٍّ ما الكركدنيات، على تخصص الحياة في الغابات، بينما تكيفت الخيول مع الحياة في الأراضي الجافة وظروف السهوب المناخية الأكثر قسوةً. كذلك تأقلمت أنواع أخرى من جنس الخيل مع ظروف مناخية متوسطية متنوعة.
مشت أسلاف الحصان الحديث الأولى على عدة أصابع منفصلة عن بعضها البعض، وذلك كان منسجمًا مع المشي على أراضي الغابات البدائية اللزجة والطرية. وعندما بدأت الأنواع العشبية في الظهور والازدهار، تحول النظام الغذائي للخيليات من أوراق الشجر إلى العشبيات، مما أدى إلى أسنانٍ أكبر وأكثر متانةً. في الوقت نفسه، عندما بدأت السهوب بالظهور، كان على أسلاف الخيل أن يمتلكوا سرعات أكبر للنجاة من الحيوانات المفترسة. تحقق ذلك بواسطة الأطراف الطويلة، وعبر رفع بعض الأصابع عن الأرض، ليتحول ارتكاز الجسم تدريجيًا إلى أطول أصابع القدم، وهي الإصبع الثالثة.

## تاريخ الأبحاث
كانت الخيول البرية معروفة منذ عصور ما قبل التاريخ من آسيا الوسطى وحتى أوروبا، حيث توزَّعت الخيول المُستَأنَسة وغيرها من الخيليات على نطاق واسع في العالم القديم، ولكنها لم تُشاهد في العالم الجديد عند وصول المستكشفون الأوروبيون إلى الأمريكيتين. عندما أحضر المستعمرون الإسبان خيولًا مُستَأنَسة معهم من أوروبا في عام 1493، قامت بعض الخيول الهاربة بإنشاء قطعان وحشية كبيرة بسرعة. اقترح عالم الطبيعة بافون في الستينيات من القرن الثامن عشر، أن هذا كان مؤشرًا على النقص في حيوانات العالم الجديد، لكنه أعاد النظر في هذه الفكرة فيما بعد. عثرت بعثة وليام كلارك إلى بيغ بون ليك في 1807، على عظام ساق وقدم تعود لخيول، أُرسِلَت حينها مع حفريات أخرى إلى توماس جيفرسون، ليُقيّمها عالم التشريح كاسبار ويستار، مع ذلك لم يعلق أحد على أهمية هذا الاكتشاف.
عُثِرَ على أول حفرية خيلية من العالم القديم في محاجر الجص في مونمارتر في باريس في عشرينيات القرن التاسع عشر. أُرسِل السن إلى كونسرفتوار باريس، حيث جرى التعرف عليه من قبل جورج كوفييه، الذي عرّفه كأحد الخيليات المرتبطة بالتابيرات، والتي تقتات أوراق الأشجار. طابق رسمه للحيوان بأكمله الهياكل العظمية اللاحقة التي عُثِرَ عليها في الموقع.
حقّق عالم الطبيعة الشاب تشارلز داروين نجاحًا مهمًا في الصيد الأحفوري في باتاغونيا خلال حملة مسح بيغل. وفي 10 تشرين الأول/أكتوبر عام 1833، في سانتا في- الأرجنتين، ذُهِلَ عندما وجد سنًا للحصان في نفس طبقة مستحاثة المدرع العملاق، وتساءل عما إذا كانت قادمة من طبقة لاحقة، لكنه خلص إلى اعتبار ذلك «غير محتمل للغاية». أكد عالم التشريح ريتشارد أوين -بعد عودة البعثة في عام 1836- أنّ السن كانت لنوع منقرض.
في دراسة أُجريت عام 1848، فحص جوزيف ليدي بشكلٍ منهجيٍّ مستحاثاتٍ لخيول عصر البليستوسين تعود لمجموعات متنوعة بما فيها تلك العائدة أكاديمية العلوم الطبيعية، وخلص إلى وجود نوعين على الأقل من الخيول القديمة في أمريكا الشمالية.
استند التسلسل الأصلي للأنواع التي يُعتَقَد أنّها تطوّرت إلى الحصان على حفريات اكتشفت في أمريكا الشمالية في سبعينيات القرن التاسع عشر بواسطة عالم الحفريات أوثنييل تشارلز مارش. عُمِّم هذا التسلسل -من الإيوهيبس إلى الحصان الحديث- بواسطة توماس هكسلي، وأصبح أحد أكثر الأمثلة المعروفة على نطاق واسع للتدرج التطوري الواضح. أصبحت سلالة الحصان التطورية صفة مشتركة في كتب البيولوجيا، وقد جمع المتحف الأمريكي للتاريخ الطبيعي سلسلة الأحافير الانتقالية في معرض أكد على التطور التدريجي «للخط المستقيم» للحصان.
اكتُشِف منذ ذلك الحين -مع زيادة عدد المستحاثات الخيلية- أنّ التدرج التطوري الفعلي من الإيوهيبس إلى الحصان الحديث أكثر تعقيدًا وتشعُّبًا مما كان متوقعًا في البداية. استُبدِل التدرُّج المستقيم المباشر من السابق إلى الأخير بنموذج أكثر تفصيلًا له فروع عديدة في اتجاهات مختلفة، ويعد الحصان الحديث واحدًا منها فقط. أدرك جورج جايلورد سيمبسون في عام 1951 لأول مرة أن الحصان الحديث لم يكن «مقصد» سلالة الخيليات بأكملها، ولكنه ببساطة الجنس الوحيد من سلالات الخيول التي بقيت على قيد الحياة.
كما كشفت المعلومات الأحفورية التفصيلية حول توزُّع ومعدّل تغير الأنواع الخيلية الجديدة، أنّ تدرّج الأنواع لم يكن سلسًا ومتسقًا كما كان يعتقد سابقًا. كانت بعض التحولات -كالانتقال من الدينوهيباس إلى الخيل- تدريجيةً بالفعل، إلا أنّ عددًا من التحولات الأخرى -مثل الانتقال من الحصان الأسبق إلى الحصان الأوسط- كانت مفاجئة نسبيًا في المقياس الزمني الجيولوجي، إذ حدثت خلال بضعة ملايين من السنين فقط. حدث كل من التخلق التجددي (التغير التدريجي في تواتر جينات مجتمع بأكمله) وتخلق الفروع الحيوية (انقسام المجموعة إلى فرعين تطوريين مستقلين)، كما تعايشت العديد من الأنواع مع الأسلاف في أوقات متنوعة. لم يكن التغير في سمات الخيليات من الإيوهيبس إلى الحصان دائمًا «خطًا مستقيمًا»: فقد عاكست بعض الصفات نفسها عند تطور أنواع خيلية جديدة، كحجم ووجود الأخاديد الوجهية مثلًا، وفقط عبر استعادة الأحداث الماضية يمكننا إدراك بعض التوجهات التطورية.

## التفاصيل

### الأصابع
مشت أسلاف الحصان على نهاية إصبع القدم الثالث وأصابع كلا الجانبين. تُظهر بقايا الهيكل العظمي تآكلًا واضحًا على ظهر جانبي أمشاط اليد والقدم، ويُطلق عليها عادةً «عظام الشظية»، وهي بقايا أصابع القدم الثاني والرابع. احتفظت الخيول الحديثة بعظام الشظية، وغالبًا ما يُعتَقَد أنها لواحق عديمة الفائدة، لكنها في الحقيقة تلعب دورًا مهمًا في دعم المفاصل الرسغية (الركبتين الأماميتين) وحتى المفاصل الرصغيّة.

### الأسنان
خضعت أسنان الحصان لتغيرات كبيرة خلال التطور النوعي. تحوّلت الأسنان القارتة الأصلية ذات الأضراس القصيرة «الوعرة»، التي تميّز بها الأعضاء الرئيسيون في الخط التطوري، تدريجيًا إلى الأسنان الشائعة لدى الثدييات العاشبة. أصبحت طويلة (بقدر 100 مم) ومكعبة تقريبًا مزوّدة بأسطح طحن مسطحة. كانت استطالة الجزء الوجهي من الجمجمة بالتزامن مع الأسنان واضحةً، ويمكن ملاحظته أيضًا في فتحات العين الخلفية. بالإضافة إلى ذلك، أصبحت العنق القصيرة نسبيًا لأسلاف الخيول أطول، مع استطالة متساوية للأرجل. وفي النهاية نما حجم الجسم أيضًا.

### اللون
امتلكت بعض الأسلاف ألوانًا باهتةً موحدة، بما يتفق مع المجموعات الحديثة من الخيول البرزوالسكية. تضمّنت ألوان أنواع خيول ما قبل الاستئناس الأسود والمرقط؛ استُدِل على ذلك من رسومات جدران الكهوف، وأكدته التحليلات الجينية. ساهم الاستئناس أيضًا بظهور المزيد من الألوان.